# Dhaffer L'Abidine
Dhaffer L'Abidine es un actor y exjugador tunecino, más conocido por haber interpretado a Marcel Sabatier en Dream Team.

## Biografía
Habla con fluidez inglés, árabe, francés e italiano.
Dhaffer está casado y tuvo su primera hija en 2010.
Asistió al Birmingham School of Acting, de donde se graduó en 2002.

## Carrera
Es el rostro de Boga Cidre en Tunisia y de Juhayna en Egipto y el Medio Oriente.
En 2010 apareció en la película Sex and the City 2, donde interpretó a Mahmud, la razón por la cual las amigas viajan al Medio Oriente. Ese mismo año interpretó a Hakim Al Nazeri en la exitosa serie Strike Back. En 2011 apareció como invitado en la serie médica Casualty, donde interpretó al paramédico Omar Nasri. En 2013 apareció como invitado en la miniserie The Bible, donde interpretó al soldado Urías el hitita.

## Filmografía

### Series de televisión
| Año         | Título                  | Personaje           | Notas                          |
| ----------- | ----------------------- | ------------------- | ------------------------------ |
| 2014        | Engrenages              | Tarek Ziani         | 5 episodios                    |
| 2014        | Transporter: The Series | Bernard Dassin      | 3 episodios                    |
| 2014        | Law & Order: UK         | Tariq Mahmoud       | episodio "Customs"             |
| 2013        | New Tricks              | Supt. Raphael Cruz  | 2 episodios                    |
| 2013        | The Bible               | Urías               | episodio "Kingdom" - miniserie |
| 2012        | Hunted                  | Bernard Faroux      | 4 episodios                    |
| 2012        | Vertigo                 | Diaa                | -                              |
| 2012        | Benidorm                | Mohammed            | 3 episodios                    |
| 2011        | Casualty                | Omar Nasri          | 6 episodios                    |
| 2010        | Strike Back             | Hakim Al Nazeri     | 2 episodios                    |
| 2010        | Wallander               | Trabajador Migrante | episodio "Faceless Killers"    |
| 2009        | The Omid Djalili Show   | -                   | 2 episodios                    |
| 2008        | Coming Up               | Pasajero            | episodio "Lickle Bill Um"      |
| 2008        | A Touch of Frost        | Roman Cassell       | episodio "Mind Games"          |
| 2007        | The Whistleblowers      | Mohamed Agiza       | episodio "Ghosts"              |
| 2007        | Thieves Like Us         | Claude Delacroix    | episodio "The Footballer Job"  |
| 2006        | Spooks                  | Sharaf              | 2 episodios                    |
| 2006        | Bombshell               | Raman               | episodio # 1.2                 |
| 2005        | Doctors                 | Pete Demello        | episodio "Perfect Day"         |
| 2005        | The Bill                | Ali Hakimi          | episodio "350"                 |
| 2004        | Wire in the Blood       | Hassan              | episodio "Sharp Compassion"    |
| 2002 - 2004 | Dream Team              | Marcel Sabatier     | -                              |

### Películas
| Año  | Título                       | Personaje          | Notas                                                                                              |
| ---- | ---------------------------- | ------------------ | -------------------------------------------------------------------------------------------------- |
| 2015 | A Hologram for the King      | Hassan             | junto a Tom Hanks, Tracey Fairaway, Tom Skerritt, Sarita Choudhury & Jay Abdo                      |
| 2012 | Black Forest                 | Saxon              | junto a Tinsel Korey, Sarah Brown, Andy Clemence, Ben Cross, Sapphire Elia & Oliver James          |
| 2012 | Fausse Note                  | -                  | junto a Lotfi Al Abedlli & Lotfi Dziri                                                             |
| 2011 | Kingdom of Dust              | Shakir             | junto a Elyes Gabel, Stephen Hogan, Alyy Khan & Christopher Simon                                  |
| 2010 | Fin décembre                 | Adam               | junto a Hend El Fahem & Lotfi Bondka                                                               |
| 2010 | Sex and the City 2           | Mahmud             | junto a Sarah Jessica Parker & Kim Cattrall                                                        |
| 2010 | Centurion                    | Oponente           | junto a Michael Fassbender, Olga Kurylenko, Dave Legeno, Axelle Carolyn & Dominic West             |
| 2009 | Anonymes                     | Ali                | junto a Hafsia Herzi, Sondos Belhassen & Wassila Dari                                              |
| 2009 | 31 North 62 East             | Thierry Leroy      | junto a Aurélie Bargème, John Rhys-Davies, Kulvinder Ghir & Marina Sirtis                          |
| 2007 | Rise of the Footsoldier      | Emre Baran         | junto a Emily Beecham, Billy Murray, Ricci Harnett, Terry Stone & Craig Fairbrass                  |
| 2007 | The Mark of Cain             | Abdullah Omar      | junto a Gerard Kearns, Matthew McNulty, Naomi Bentley & Brendan Coyle                              |
| 2006 | Il mercante di pietre        | Egipcio            | junto a Harvey Keitel, Jane March, Jordi Mollà & F. Murray Abraham                                 |
| -    | Agapé                        | Shaker             | -                                                                                                  |
| 2006 | Children of Men              | Dhafer             | junto a Clive Owen, Michael Caine, Chiwetel Ejiofor, Julianne Moore, Charlie Hunnam & Danny Huston |
| 2006 | El código Da Vinci           | PTS Agente         | junto a Tom Hanks & Audrey Tautou                                                                  |
| 2006 | A Different Dish             | Hijo               | corto - junto a Myriam Acharki                                                                     |
| 2000 | Maria, figlia del suo figlio | Giacomo di Zebedeo | junto a Nancho Novo, Caterina Vertova & Maria Cristina Heller                                      |
| -    | Lickle Bill Em               | David              | corto                                                                                              |
| -    | Chasse Croise                | Sofyenne           | corto                                                                                              |

### Videojuegos
| Año  | Título                                             | Personaje      | Notas                           |
| ---- | -------------------------------------------------- | -------------- | ------------------------------- |
| 2015 | The Secret World: Issue 11 - Reaping the Whirlwind | Samael Chandra | prestó su voz para el personaje |
| 2010 | The Secret World                                   | Samael Chandra | prestó su voz para el personaje |
| 2010 | GoldenEye 007                                      | -              | prestó su voz para el personaje |
| 2010 | Dante's Inferno                                    | -              | prestó su voz para el personaje |
| 2006 | Medieval II: Total War                             | -              | prestó su voz para el personaje |

### Presentador
| Año  | Título                          | Notas       |
| ---- | ------------------------------- | ----------- |
| 2008 | 22nd The Carthage Film Festival | presentador |
| 2007 | Prince of Poets                 | presentador |

### Teatro
| Año | Obra           | Personaje    | Director (a)      | Teatro           |
| --- | -------------- | ------------ | ----------------- | ---------------- |
| -   | The Table Laid | Lajos Barak  | Daniele Sanderson | Drum Arts Centre |
| -   | Wordsivin      | Séptimo Miau | Malachi Bodganov  | The Hippodrome   |